# Bocconotto
I bocconotti sono dei dolcetti di pasta frolla con strutto, farciti con ripieno di cioccolato e mandorle.

## Storia
Secondo studi recenti, il termine bocconotto è una derivazione gergale gastronomica di bocconetto che compare per la prima volta nella Lucerna de Corteggiani di Giovan Battista Crisci, edito a Napoli nel 1634, un ricettario che comprende moltissime ricette, diffuse principalmente nell’Italia centro-meridionale.
Antonio Latini, nel suo ricettario Lo Scalco alla Moderna farà un uso più esplicito del termine bocconotto; ad esempio nella ricetta «Bocconotti alla Genovese», ma in realtà non si tratta di un dolce:
«Farai la pasta frolla, con Butiro, Zuccaro, e Rossi d’ova; ne formerai Bocconotti, a proportione, riempiendoli di Midolla, e Cocuzzata piccata, v’aggiungerai, Rossi d’ova fresche, Cannella, un po’ d’Acqua d’odore; ne formerai Bocconotti; gli friggerai in buono Strutto ò Butiro; cotti, che saranno, te ne potrai servire, per Piatto, ò per Regalo de’ Piatti, come più di piacerà, con Zuccaro sopra, overo Ambivera; che sarà un Piatto assai nobile» (Lo Scalco… cit., p. 356).
Nel XVIII secolo, sarà Il cuoco galante (Napoli, 1773) di Vincenzo Corrado a fornire nuove ricette dolci del bocconotto. Ad esempio, troviamo i «Bocconotti alla Caramella» (Ivi, p. 215) e i «Bocconotti alla Regina» (Ivi, p. 199)
«Delle altre paste delicate - [Bocconotti] Alla Regina. – Fatte piccole cassettine di pasta frolla, e cotte al forno, s’empiranno di pasta di uova faldicchere, mettendoci in mezzo delle amarene giulebbate, e coverte con pasta di merenghe, si faranno rappigliare al forno, e si serviranno.»
Ricetta, quest'ultima, che peraltro anticipa di oltre un sessantennio quella delle «Bucchinotte d'amarene» di Ippolito Cavalcanti (Cucina Teorico-pratica, Napoli, 1839):
«Piglia nu ruotolo de sciore, miezo de zucchero, e miezo de nzogna, dudece rossa d'ova, nu pucurillo de sale, e mbasta buono, stienne chesta pasta co lo laniaturo, ne farraje na pettola doppia quanto a no dudice carrino, e furmarraje li bucchinotte dint'a lle forme, nge miette la mbottunatura d'amarene e po l'auta pasta,  accussì farraje li bucchinotti, li farraje cocere a lo furno e po li sformarraje accongiannoli dinto a lo piatto».
A parte queste notizie storiche, che trattano ricette veicolate nelle varie regioni meridionali italiane nei secoli scorsi, evolvendo poi in molteplici varianti di questo prodotto, in diversi luoghi sono sorti attorno al bocconotto alcune leggende fantasiose, oramai diventate anch'esse parte del folklore popolare.

## Leggende contemporanee

### Il bocconotto castellino
La leggenda popolare fa risalire la prima elaborazione di questo dolce alla fine del Settecento, nel territorio abruzzese. In quel periodo infatti iniziò l'importazione di cioccolato e caffè. Si narra che in un paese d'Abruzzo (Castel Frentano) una domestica, per omaggiare il suo padrone, il marchese Crognale di Castelnuovo, goloso di questi due nuovi prodotti, una popolana inventò un dolce che ricordava la tazzina di caffè (naturalmente senza manico e coperchio) realizzando l'esterno con la pasta frolla e riempiendo l'interno con caffè e cioccolato liquidi. Alla prima cottura vide che il ripieno rimaneva troppo liquido; allora decise di addensarlo con mandorle (che in Abruzzo venivano importate dalla Puglia) e tuorli d'uova e di ricoprire la "tazzina" con un coperchio che a cottura ultimata spolverò di zucchero a velo. Quando il Padrone assaggiò il dolce ne rimase estasiato e chiese alla sua domestica come si chiamava; la donna, che non gli aveva dato nessun nome, improvvisò chiamandolo "Bocconotto" visto che si mangiava in un boccone. Le dimensioni del bocconotto infatti sono rimaste piccole fino agli anni cinquanta del XX secolo, quando iniziarono a aumentare. Fino a quell'epoca si aggiungeva al ripieno anche un chicco di caffè, a ricordo del caffè messo inizialmente e per aromatizzare il ripieno.

### Bocconotto pugliese e calabrese
Secondo altri invece il bocconotto sarebbe originario dei contadini dell'entroterra murgiano che, costretti a vivere in spazi stretti ed angusti, adattarono le esigenze culinarie alla propria realtà. Le ridotte dimensioni dei bocconotti, la possibilità di essere conservati anche per molti giorni in ambiente naturale, nonché il loro alto grado nutrizionale, ne hanno fatto per anni uno dei cavalli di battaglia della tradizione culinaria meridionale.
Secondo altri ancora il dolcetto avrebbe origini calabresi. A Cosenza infatti già dal 1300 venivano preparati dei dolci molto simili, le "Varchiglie". In origine questo dolce veniva preparato dalle monache per le tavole dei vescovi. La Varchiglia è uno scrigno di pastafrolla che racchiude un ripieno di farina di mandorle e zucchero e che viene infine ricoperto di cioccolato. Il dolce è ancora preparato in apposite forme di metallo a forma di barca da cui probabilmente, deriva il nome. I bocconotti, quindi, più semplicemente, venivano preparati nelle case dei cosentini dove le grandi forme di metallo vennero sostituite da piccole formine, sempre di metallo, e sostituendo il costoso ripieno di farina di mandorle con una più reperibile marmellata d'uva fatta in casa, e la preziosa cioccolata con lo zucchero a velo che li ricopre.
Ancora oggi la tradizione della ricetta si tramanda di famiglia in famiglia, con numerose varianti. Il bocconotto fu immortalato in varie poesie abruzzesi come "Natale" del 1921 su parole di Edoardo Di Loreto e nelle poesie di Camillo Di Benedetto.

## Origine del nome
Il termine bocconotto sembra derivare dal termine pasticciotto, secondo un accostamento di termini operata da Giovan Battista Crisci, ad esempio nel titolo: «Pasticciotti in boccone ripieni di cose dolci, e zuccaro» (Lucerna… cit., p. 314).
Successivamente, Crisci semplifica l’utilizzo dell’espressione pasticciotti in boccone attraverso il termine 'bocconetti' come si evince dai seguenti titoli:
«Pasticciotti in boccone ripieni di gelo di cotogni, e di zuccaro» (Ivi, p. 246)
«Bocconetti di gelo di cotogna, e conserva di cetro» (Ivi, p. 318).
Dunque, appare evidente l’utilizzo del termine bocconetto in alternativa a pasticciotto, e da qui, è facile intuire come questo termine sia mutato successivamente in bocconotto, cambiando solo una vocale. SI vedano, ad esempio, le ricette sopra citate di Antonio Latini, Vincenzo Corrado e Ippolito Cavalcanti.

## Composizione
Esiste una variante dolce ed una variante salata.
La variante dolce è sempre fatta di pasta frolla con un ripieno che può essere di miele o pappa reale o di crema pasticcera o di marmellata o di cioccolato secondo le varianti regionali.
La versione salata varia sia nella farcitura che nell'involucro: la pasta frolla è sostituita dalla pasta sfoglia e si usa un impasto di funghi, rigaglie di pollo, animelle e tartufo, anziché il cioccolato e le mandorle.
Nella versione dell'area brindisina, il ripieno di confettura è solitamente di pera o di mela cotogna.

## Prodotti agroalimentari tradizionali
Il Bocconotto di Castel Frentano fa parte dei Prodotti agroalimentari tradizionali abruzzesi. È caratterizzato dalla presenza nel ripieno di cioccolato, cannella e mandorle tostate.
Esiste anche una variante pescarese uguale a quella di Castel Frentano con la sola aggiunta del liquore Centerba.
La variante pugliese, prevede un ripieno di mandorle e amarene, racchiuso nel medesimo involucro compatto.
Tipico il bocconotto di Bitonto, che si fa risalire alle monache benedettine di Bitonto, dove la ricetta prevede un ripieno di ricotta e canditi e meno zucchero nell'impasto. Da segnalare il bocconotto martinese, tipico di Martina Franca.
La Calabria ha segnalato per l'elenco dei PAT il Bucconotto di Mormanno in provincia di Cosenza (bucchinotto nella forma dialettale) di 4 cm di diametro che può essere ripieno tanto di cioccolato che di marmellata e spolverato di zucchero a velo.
Sempre in Calabria il Bocconotto di Amantea ha una forma ovaleggiante con l'esterno in pasta frolla ricoperta da zucchero a velo con un ripieno di cioccolato, mandorle tostate tritate, zucchero, cannella e chiodi di garofano. Da qualche anno nella medesima località ne è stata anche creata e proposta una versione a base di gelato.